# Henri Guerin
Henri Guerin, född 20 maj 1905 i Paris, död 11 oktober 1967 i Neuilly-sur-Seine, var en fransk fäktare.
Guerin blev olympisk guldmedaljör i värja vid sommarspelen 1948 i London.